# Elvira Khasyanova
Elvira Khasyanova, née le 28 mars 1981 à Moscou, est une nageuse synchronisée russe.

## Carrière
Elle est sacrée à trois reprises championne olympique de natation synchronisée par équipes : aux Jeux olympiques de 2004 à Athènes, aux Jeux olympiques de 2008 à Pékin et aux Jeux olympiques de 2012 à Londres.